# Tauala
Tauala là một chi nhện trong họ Salticidae.